# Cetejus halmaheirae
Cetejus halmaheirae es una especie de coleóptero de la familia Passalidae.

## Distribución geográfica
Habita en  Halmahera (Indonesia).